# Теорема Коші (теорія груп)
Теорема Коші в теорії груп говорить:
| Якщо порядок скінченної групи G ділиться на просте число p, то G має елементи порядку p. |

Є окремим випадком теорем Силова.

## Історія
Теорема була спочатку доведена Коші для груп підстановок.

## Доведення
Спочатку доведемо для випадку коли G це абелева група, і тоді вже загальний випадок; обидва доведення за індукцією по n = |G| і як базовий випадок мають n = p, який доводиться тривіально, оскільки будь-який ненейтральний елемент має порядок p. Нехай спочатку G — абелева. Візьмемо будь-який ненейтральний елемент a і нехай H буде згенерованою ним циклічною групою. Якщо p ділить |H|, тоді a|H|/p це елемент порядку p. Якщо p не ділить |H|, тоді воно ділить порядок [G:H] фактор-групи G/H, яка через це містить елемент порядку p згідно з індуктивною гіпотезою. Цей елемент є класом xH для деякого x з G, і якщо m це порядок x з G, тоді xm = e з G дає (xH)m = eH в G/H, тому p ділить m; як і раніше xm/p є елементом порядку p в G, що завершує доведення для абелевого випадку.
У загальному випадку, нехай Z буде центром G, тобто абелевою підгрупою. Якщо p ділить |Z|, тоді Z містить елемент порядку p згідно з абелевим випадком, і цей елемент спрацьовую для G також. Отже, ми можемо припустити, що p не ділить порядок Z; оскільки він ділить |G|, рівняння класу показує, що існує щонайменше один клас спряженості нецентрального елемента a розмір якого не ділиться на p. Але цей розмір є [G : CG(a)], тому p ділить порядок централайзера CG(a) для a з G, який є правильною (власною) підмножиною оскільки a нецентральний. Ця підгрупа містить елемент порядку p згідно з індукційною гіпотезою, значить доведення завершено.